# Mammal Hands
Mammal Hands je anglické jazzové trio. Vzniklo v roce 2012 ve východoanglickém městě Norwich. Jeho členy jsou bratři Jordan Smart (saxofon) a Nick Smart (klavír) s bubeníkem Jessem Barrettem. První album tria, které dostalo název Animalia, bylo vydáno roce 2014 hudebním vydavatelstvím Gondwana Records. Ve své tvorbě se skupina inspiruje například skladatelem Stevem Reichem či saxofonistou Pharoahem Sandersem.

## Diskografie
- Animalia (2014)
- Floa (2016)
- Shadow Work (2017)